# Leucocelis adspersa
Leucocelis adspersa är en skalbaggsart som beskrevs av Fabricius 1801. Leucocelis adspersa ingår i släktet Leucocelis och familjen Cetoniidae. Utöver nominatformen finns också underarten L. a. umtalina.